# Memoir of a Tour to Northern Mexico: connected with Col. Doniphan's Expedition
Memoir of a Tour to Northern Mexico: connected with Col. Doniphan's Expedition (abreviado Mem. Tour N. Mexico) es un libro con ilustraciones y descripciones botánicas que fue escrito por  Friedrich Adolph Wislizenus y publicado en Washington D. C. en 1848 con el nombre de Memoir of a Tour to Northern Mexico: connected with Col. Doniphan's expedition, in 1846 and 1847; with a scientific appendix and three maps. En el mimo se incluye "Botanical appendix" por George Engelmann: p. 87-115).